# Dąbek (Dąbrowa Zielona)
Dąbek ist eines von zweiundzwanzig Dörfern der Landgemeinde Dąbrowa Zielona im Landkreis Częstochowa im äußersten Norden der Woiwodschaft Schlesien im Süden Polens. In den Jahren 1975 bis 1998 gehörte es zur ehemaligen Woiwodschaft Częstochowa, die im Zuge einer Verwaltungsreform 1999 aufgelöst wurde.